# Leucanopsis affinella
Leucanopsis affinella är en fjärilsart som beskrevs av Embrik Strand 1919. Leucanopsis affinella ingår i släktet Leucanopsis och familjen björnspinnare. Inga underarter finns listade i Catalogue of Life.